# Le Portel
Le Portel est une commune française située dans le département du Pas-de-Calais en région Hauts-de-France. Ses habitants sont appelés les Portelois. La commune est membre de la communauté d'agglomération du Boulonnais.
La commune, érigée en 1856, est un grand centre urbain de 8 824 habitants, qui a connu un pic de population en 1968 avec 11 379 habitants. Elle est limitrophe de Boulogne-sur-Mer et appartient à l’unité urbaine de Boulogne-sur-Mer dont elle abrite une partie du port. C'est également une station balnéaire de la Côte d'Opale, connue pour son carnaval et son équipe de basket-ball.
Sur le territoire communal se trouve le phare de la pointe d'Alprech qui fait l’objet d’une inscription au titre des monuments historiques.
L'ancien hoverport de Boulogne-sur-Mer, appartenant au port de Boulogne-sur-Mer, est situé sur le territoire de la commune du Portel. Mis en service en 1968, il permettait de relier l'Angleterre et la France jusqu'à sa fermeture en 1991.

## Géographie

### Localisation
Le Portel est une commune littorale du Pas-de-Calais, limitrophe, au nord-est, de Boulogne-sur-Mer (chef-lieu d'arrondissement), sur la Côte d'Opale, au bord de la Manche. Elle est située, à vol d'oiseau, à 35 km au sud-ouest de Calais, 105 km à l'ouest de Lille et 215 km au nord de Paris. Par temps clair, de la plage, on aperçoit les falaises blanches des côtes anglaises.

#### Plage et bord de mer

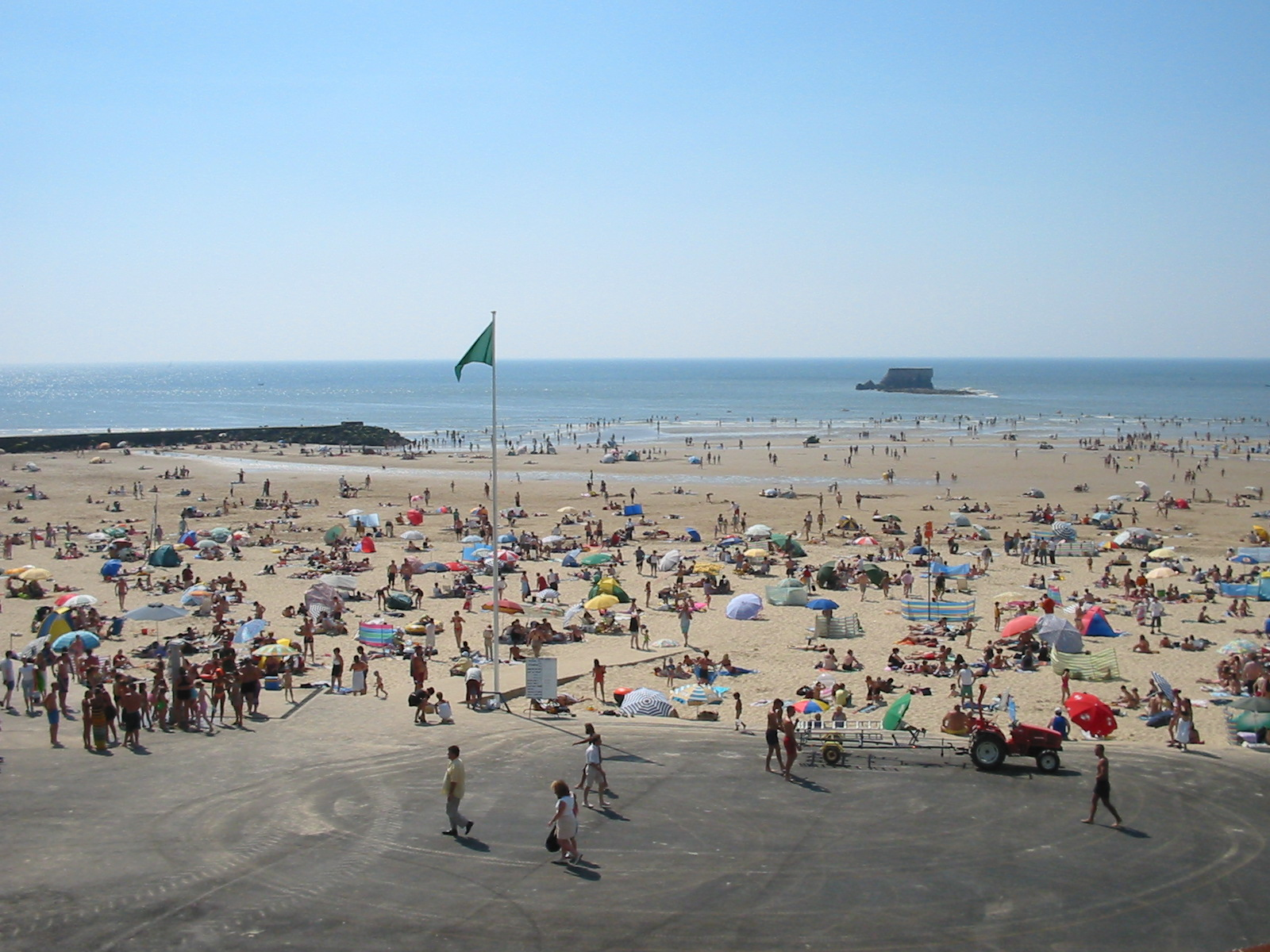
Descente de la plage - À gauche, l'épi, au centre, en mer, le fort de l'Heurt.

La plage de sable fin du Portel est considérée comme une des plus belles de la côte d'Opale.
Elle est bordée au sud d'une petite digue appelée « Épi », construite entre 1867 et 1870, et au nord, par la grande digue « Carnot » (du nom de l'ancien président de la République française), où l'on trouve quatre éoliennes de 750 kW chacune : le parc éolien du Portel. La présence de ces deux digues et la zone de calme ainsi créée ont favorisé l'apport de sable fin dont profitent aujourd'hui les estivants.
La plage du Portel est une des rares plages de la Côte d'Opale dont l'ensablement s'accroît actuellement (environ de 6 mètres depuis les années 1900).
Le territoire de la commune est limitrophe de ceux de trois communes.
Les communes limitrophes sont Boulogne-sur-Mer, Équihen-Plage et Outreau.

### Géologie et relief
La superficie de la commune est de 3,85 km2 ; son altitude varie de 0  à   59 m.

### Hydrographie

#### Réseau hydrographique
La commune, située dans le bassin Artois-Picardie, est drainée par le ruisseau de Ningles et le ruisseau la Ramonière,,,.

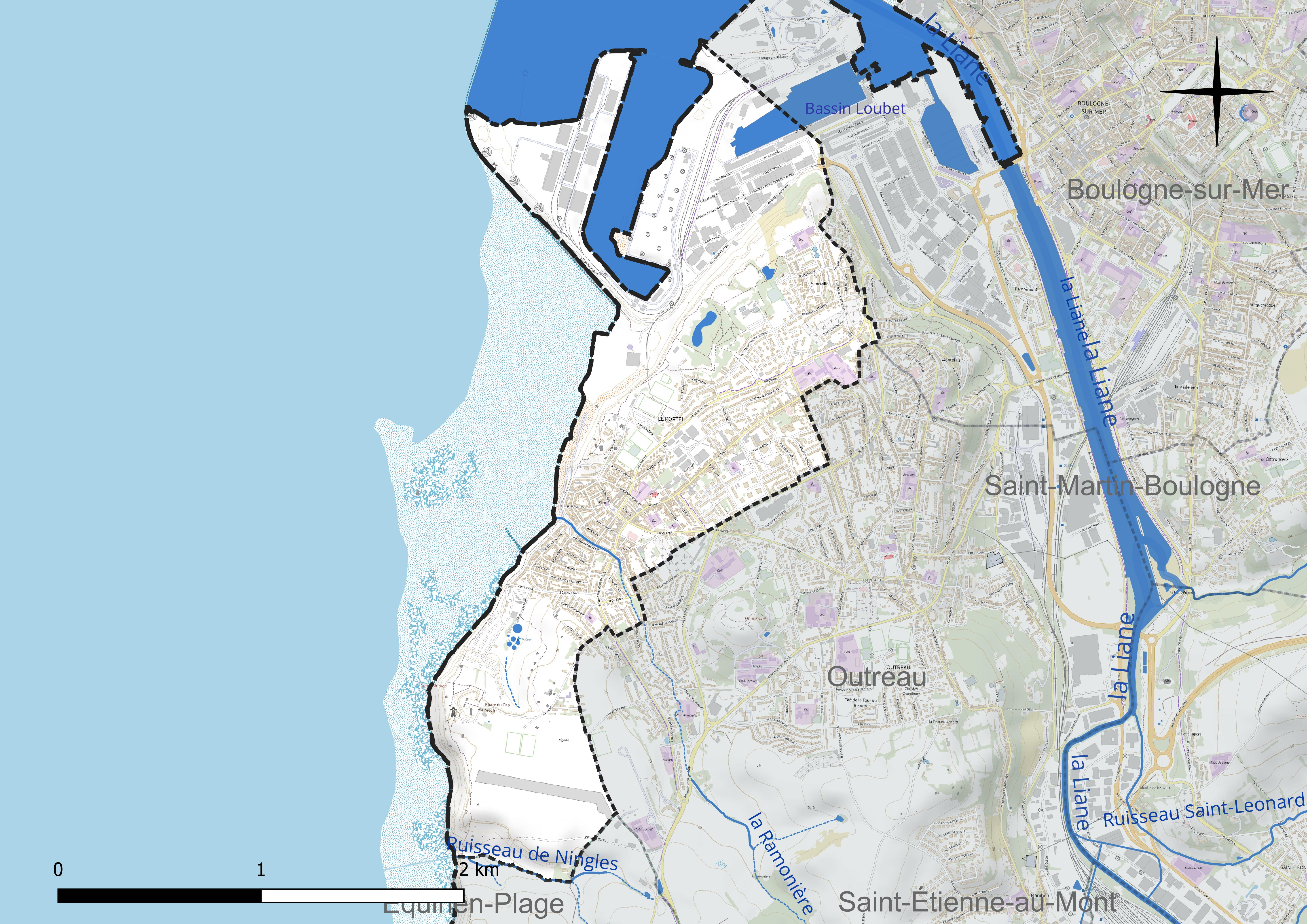
Réseau hydrographique du Portel.

Un plan d'eau complète le réseau hydrographique : le bassin Loubet, d'une superficie totale de 11,7 ha (3,9 ha sur la commune),.

#### Gestion et qualité des eaux
Le territoire communal est couvert par le schéma d'aménagement et de gestion des eaux (SAGE) « Bassin côtier du Boulonnais ». Ce document de planification concerne le Bassin côtier du Boulonnais, drainé par trois rivières côtières que sont la Liane, le Wimereux et la Slack. Ce territoire s'étend sur 700 km2. Le périmètre a été arrêté le 19 février 1998 et le SAGE proprement dit a été approuvé le 4 février 2004, puis révisé le 9 janvier 2013. La structure porteuse de l'élaboration et de la mise en œuvre est le syndicat mixte du Parc Naturel Régional des Caps et Marais d'Opale.
La qualité des cours d'eau peut être consultée sur un site dédié géré par les agences de l'eau et l'Agence française pour la biodiversité.

### Climat
Pour des articles plus généraux, voir Climat des Hauts-de-France et Climat du Nord-Pas-de-Calais.
En 2010, le climat de la commune est de type climat océanique franc, selon une étude du Centre national de la recherche scientifique (CNRS) s'appuyant sur une série de données couvrant la période 1971-2000. En 2020, Météo-France publie une typologie des climats de la France métropolitaine dans laquelle la commune est exposée à un climat océanique et est dans la région climatique Côtes de la Manche orientale, caractérisée par un faible ensoleillement (1 550 h/an) ; forte humidité de l'air (plus de 20 h/jour avec humidité relative > 80 % en hiver), vents forts fréquents.
Pour la période 1971-2000, la température annuelle moyenne est de 10,4 °C, avec une amplitude thermique annuelle de 12,3 °C. Le cumul annuel moyen de précipitations est de 800 mm, avec 12,6 jours de précipitations en janvier et 8,4 jours en juillet. Pour la période 1991-2020, la température moyenne annuelle observée sur la station météorologique la plus proche, située sur la commune de Boulogne-sur-Mer à 4 km à vol d'oiseau, est de 11,2 °C et le cumul annuel moyen de précipitations est de 824,5 mm,. Pour l'avenir, les paramètres climatiques de la commune estimés pour 2050 selon différents scénarios d'émission de gaz à effet de serre sont consultables sur un site dédié publié par Météo-France en novembre 2022.
| Mois                                  | jan.             | fév.             | mars            | avril         | mai            | juin          | jui.          | août          | sep.           | oct.            | nov.            | déc.            | année      |
| ------------------------------------- | ---------------- | ---------------- | --------------- | ------------- | -------------- | ------------- | ------------- | ------------- | -------------- | --------------- | --------------- | --------------- | ---------- |
| Température minimale moyenne (°C)     | 3,4              | 3,4              | 5               | 7             | 9,8            | 12,5          | 14,7          | 15,3          | 13,2           | 10,3            | 6,8             | 4,1             | 8,8        |
| Température moyenne (°C)              | 5,3              | 5,4              | 7,4             | 9,8           | 12,7           | 15,3          | 17,4          | 18            | 15,8           | 12,6            | 8,8             | 6               | 11,2       |
| Température maximale moyenne (°C)     | 7,1              | 7,3              | 9,7             | 12,7          | 15,6           | 18,1          | 20,1          | 20,7          | 18,5           | 14,9            | 10,8            | 7,9             | 13,6       |
| Record de froid (°C) date du record   | −13,4 12.01.1987 | −13,6 01.02.1956 | −7,8 07.03.1971 | −2 14.04.1966 | 1,6 07.05.1997 | 4 02.06.1962  | 8 04.07.1965  | 9 31.08.1956  | 5,8 22.09.1979 | −1 29.10.1947   | −5,6 30.11.1978 | −9,6 29.12.1996 | −13,6 1956 |
| Record de chaleur (°C) date du record | 16,4 01.01.22    | 18,9 26.02.19    | 22,7 30.03.17   | 26 16.04.1949 | 31,2 27.05.05  | 33,3 29.06.19 | 39,6 19.07.22 | 34,8 11.08.03 | 32,6 10.09.23  | 27,2 01.10.1985 | 19,1 01.11.15   | 17,2 10.12.1978 | 39,6 2022  |
| Précipitations (mm)                   | 77               | 56               | 48              | 48,1          | 54,6           | 48            | 54,3          | 63,2          | 69,6           | 95,8            | 106,8           | 103,1           | 824,5      |

### Paysages
Pour un article plus général, voir Paysage en France.

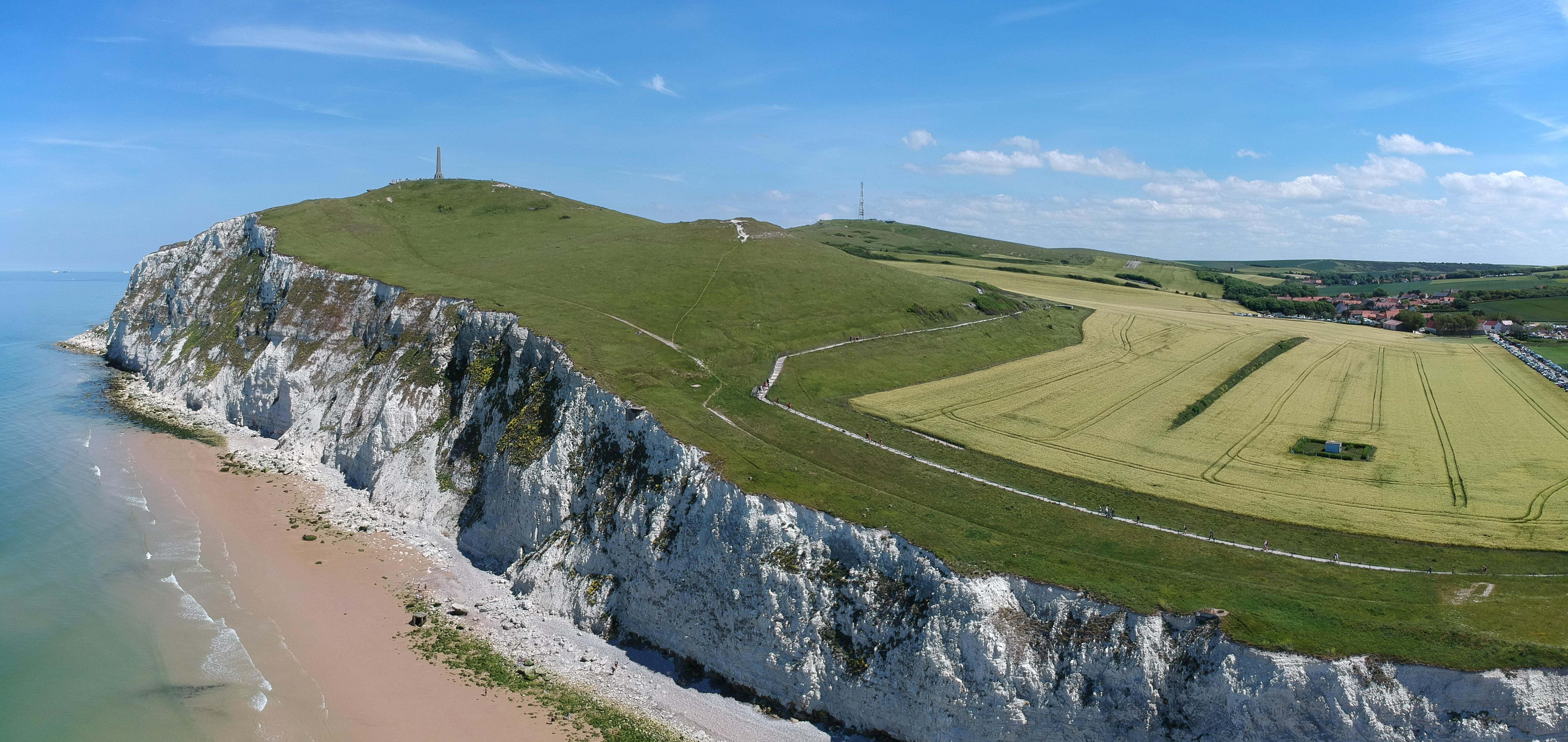
Une vue de ces « paysages des falaises d'Opale » et le cap Blanc-Nez.

La commune s'inscrit dans les « paysages des falaises d'Opale » tels qu'ils sont définis dans l'atlas de paysages de la région Nord-Pas-de-Calais, conçu par la direction régionale de l'Environnement, de l'Aménagement et du Logement (DREAL),.
Ces paysages, qui concernent 30 communes, s'étendent le long de la côte, d'Équihen-Plage  à Sangatte, sur une bande d'environ 50 km de long et d'un maximum de 5 kilomètres de large, l'autoroute A 16 étant la frontière à l'est. Ils sont constitués, d'une part, par les falaises d'Opale où se trouve le grand site des Deux Caps qui, avec le cap Blanc-Nez, culmine à 150 m, ces falaises offrent un belvédère sur le détroit du Pas de Calais  avec la possibilité de voir les côtes d'Angleterre, et d'autre part, vers l'intérieur des terres, avec les paysages littoraux qui jouxtent ceux des coteaux calaisiens et du pays de Licques, d'un paysage alternant collines, vallons et bocages.
L'occupation des sols se répartit en 43 % de cultures pour les paysages arrière-littoraux, 20 % de sols artificialisés, 20 % de prairies et forêts et 10 % de plage.
Les crans constituent une des particularités de ces côtes à falaises. Les crans sont des vallées suspendues qui se sont retrouvées le « nez en l'air », soit du fait de l'affaissement du détroit du Pas de Calais, soit par la baisse du niveau de la mer comme le cran d'Escalles, le cran Mademoiselle, le cran Poulet, le cran Barbier, le cran des Sillers, le cran de Quette et le cran aux Œufs, situés, eux, sur la commune d'Audinghen.
Ces paysages sont traversés par trois fleuves côtiers, la Liane (Boulogne-sur-Mer), le Wimereux (Wimereux) et la Slack (Ambleteuse), et par le sentier de grande randonnée GR 120 ou GR littoral, appelé aussi sentier des douaniers, qui chemine le long de ces paysages et offre un magnifique panorama.

### Milieux naturels et biodiversité

#### Espace protégé et géré
La protection réglementaire est le mode d'intervention le plus fort pour préserver des espaces naturels remarquables et leur biodiversité associée.
Dans ce cadre, le territoire de la commune fait partie d'un espace protégé : le cap d'Alprech d'une superficie de 24,294 ha, terrain acquis par le Conservatoire du littoral.

#### Zone naturelle d'intérêt écologique, faunistique et floristique
L'inventaire des zones naturelles d'intérêt écologique, faunistique et floristique (ZNIEFF) a pour objectif de réaliser une couverture des zones les plus intéressantes sur le plan écologique, essentiellement dans la perspective d'améliorer la connaissance du patrimoine naturel national et de fournir aux différents décideurs un outil d'aide à la prise en compte de l'environnement dans l'aménagement du territoire.
Le territoire communal comprend une ZNIEFF de type 1 : les falaises d'Équihen, d'une superficie de 228 ha et d'une hauteur maximale de 168 mètres. Ces falaises Jurassiques de l'extrémité méridionale du Boulonnais plaquées de dunes fossiles, sont, comme celles du cap Gris-Nez, composées de grès du Portlandien avec, au pied de rochers des marnes Kimméridgiennes.

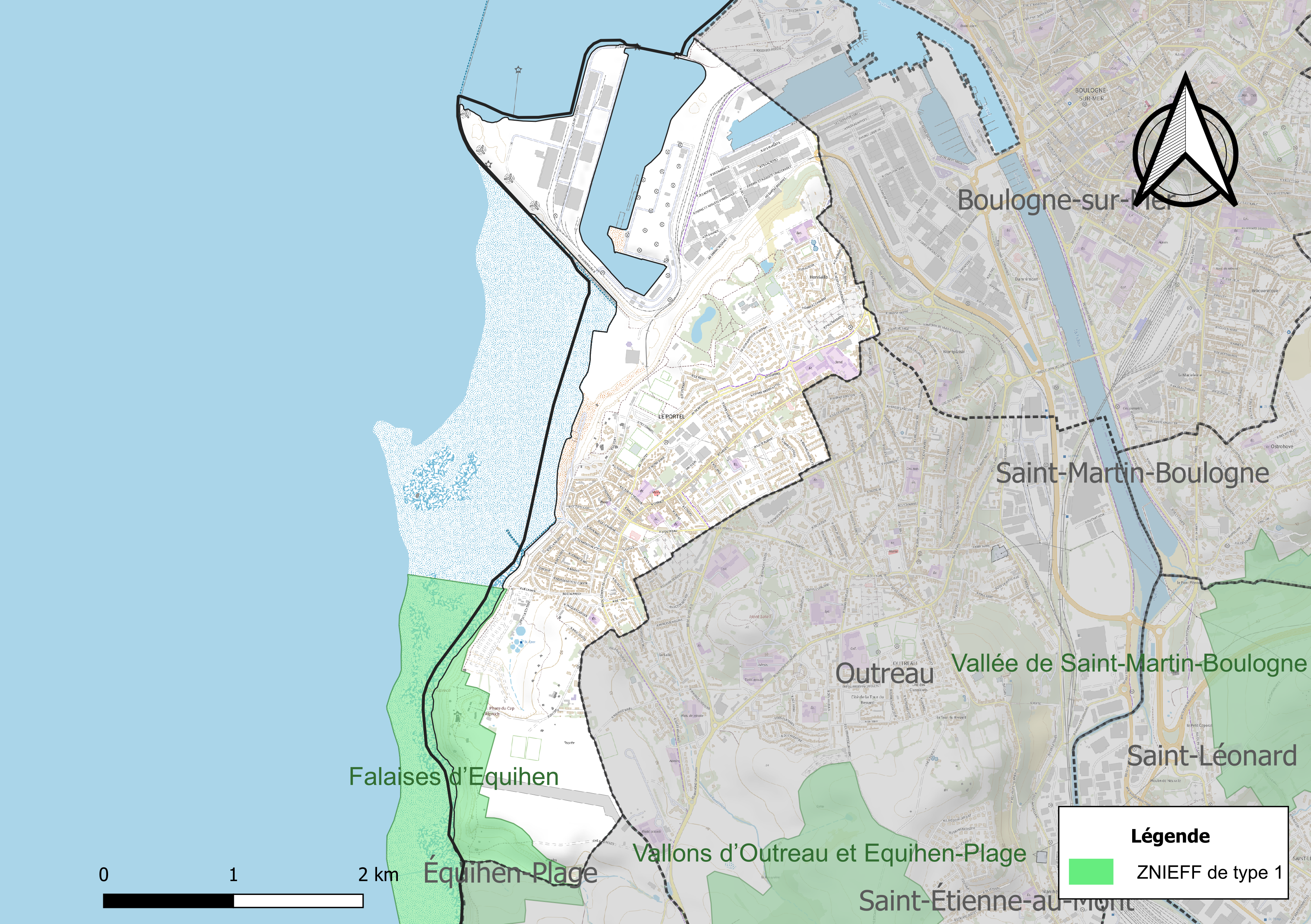
Carte de la ZNIEFF sur la commune.

#### Site Natura 2000
Le réseau Natura 2000 est un réseau écologique européen de sites naturels d'intérêt écologique élaboré à partir des directives « habitats » et « oiseaux ». Ce réseau est constitué de zones spéciales de conservation (ZSC) et de zones de protection spéciale (ZPS). Dans les zones de ce réseau, les États membres s'engagent à maintenir dans un état de conservation favorable les types d'habitats et d'espèces concernés, par le biais de mesures réglementaires, administratives ou contractuelles.
Sur la commune, un site Natura 2000 de type B est défini en site d'importance communautaire (SIC) : l'estuaire de la Canche, les dunes picardes plaquées sur l'ancienne falaise, la forêt d'Hardelot et la falaise d'Équihen, d'une superficie de 1 661 ha réparties sur neuf communes et une hauteur maximale de 151 m.

#### Espèces faunistiques et floristiques
L’Inventaire national du patrimoine naturel (INPN) recense plusieurs espèces faunistiques et floristiques sur le territoire de la commune dont certaines sont protégées et d’autres menacées et quasi-menacées.

## Urbanisme

### Typologie
Au 1er janvier 2024, Le Portel est catégorisée grand centre urbain, selon la nouvelle grille communale de densité à sept niveaux définie par l'Insee en 2022.
Elle appartient à l'unité urbaine de Boulogne-sur-Mer, une agglomération intra-départementale regroupant huit  communes, dont elle est une commune de la banlieue,,. Par ailleurs la commune fait partie de l'aire d'attraction de Boulogne-sur-Mer, dont elle est une commune du pôle principal,. Cette aire, qui regroupe 80 communes, est catégorisée dans les aires de 50 000 à moins de 200 000 habitants,.
La commune, bordée par la Manche, est également une commune littorale au sens de la loi du 3 janvier 1986, dite loi littoral. Des dispositions spécifiques d'urbanisme s'y appliquent dès lors afin de préserver les espaces naturels, les sites, les paysages et l'équilibre écologique du littoral, tel le principe d'inconstructibilité, en dehors des espaces urbanisés, sur la bande littorale des 100 mètres, ou plus si le plan local d'urbanisme le prévoit.

### Occupation des sols
L'occupation des sols de la commune, telle qu'elle ressort de la base de données européenne d'occupation biophysique des sols Corine Land Cover (CLC), est marquée par l'importance des territoires artificialisés (67,2 % en 2018), en augmentation par rapport à 1990 (59,4 %). La répartition détaillée en 2018 est la suivante : 
zones urbanisées (40,2 %), zones industrielles ou commerciales et réseaux de communication (27 %), terres arables (12,5 %), zones agricoles hétérogènes (7,5 %), prairies (7,2 %), zones humides côtières (4,6 %), eaux maritimes (0,8 %). L'évolution de l'occupation des sols de la commune et de ses infrastructures peut être observée sur les différentes représentations cartographiques du territoire : la carte de Cassini (XVIIIe siècle), la carte d'état-major (1820-1866) et les cartes ou photos aériennes de l'IGN pour la période actuelle (1950 à aujourd'hui).

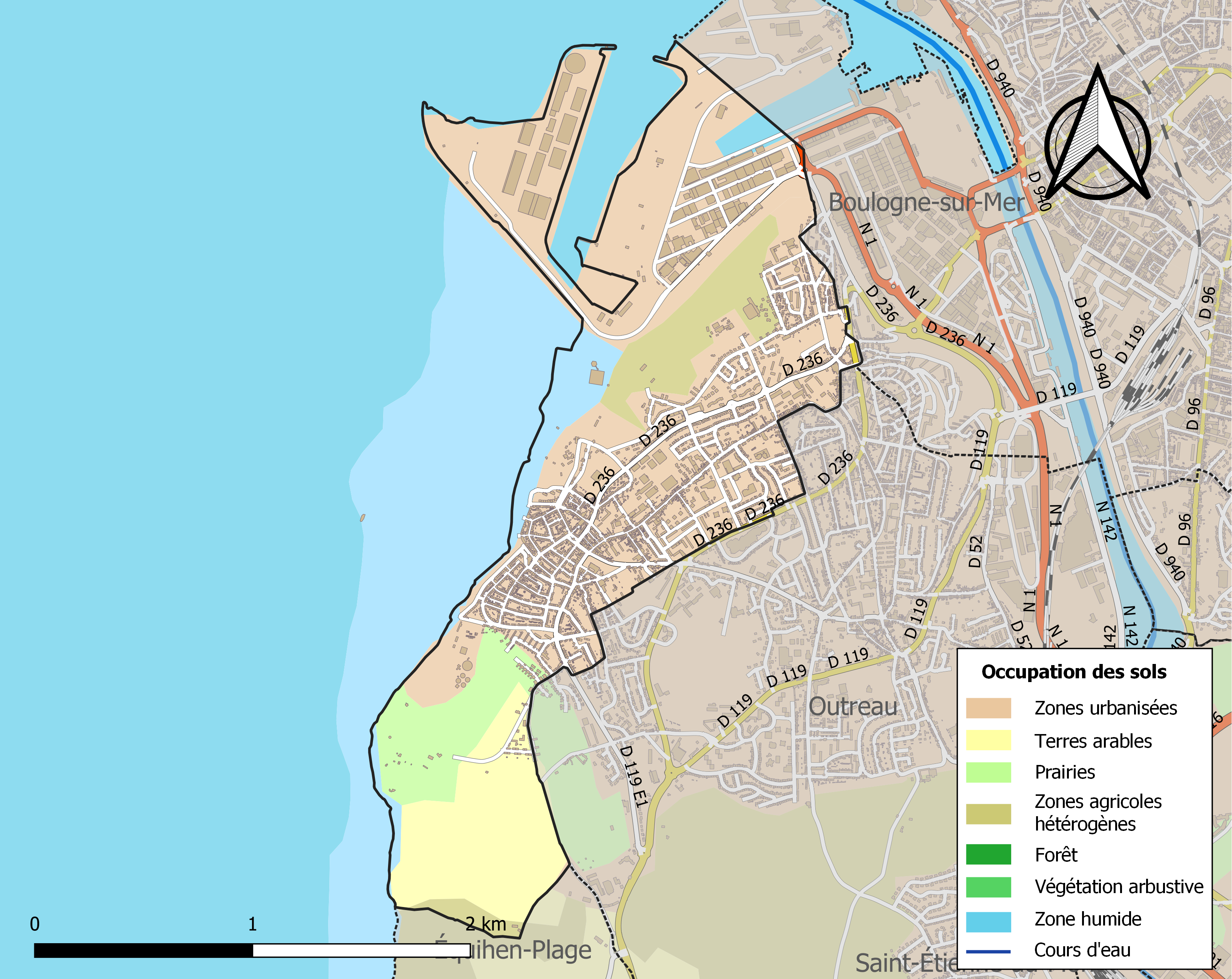
Carte des infrastructures et de l'occupation des sols de la commune en 2018 (CLC).

### Logement
En 2021, le nombre total de logements dans la commune était de 4 732, alors qu'il était de 4 587 en 2015 et de 4 464 en 2010.
Parmi ces logements, 86,5 % étaient des résidences principales, 5,1 % des résidences secondaires et 8,5 % des logements vacants. Ces logements étaient pour 51,2 % d'entre eux des maisons individuelles et pour 48,6 % des appartements.
Le tableau ci-dessous présente la typologie des logements au Portel en 2021 en comparaison avec celle du Pas-de-Calais et de la France entière. Une caractéristique marquante du parc de logements est ainsi la faible proportion des résidences secondaires et logements occasionnels (5,1 %) par rapport au département (6,5 %) et à la France entière (9,7 %).
| Typologie                                               | Le Portel | Pas-de-Calais | France entière |
| ------------------------------------------------------- | --------- | ------------- | -------------- |
| Résidences principales (en %)                           | 86,5      | 86,1          | 82,2           |
| Résidences secondaires et logements occasionnels (en %) | 5,1       | 6,5           | 9,7            |
| Logements vacants (en %)                                | 8,5       | 7,3           | 8,1            |

### Voies de communication et transports
L'autoroute A16 passe à proximité de la commune et la dessert par le biais de la sortie no 29 (située à environ 8 km du centre).
La commune est desservie par les lignes ainsi que par un service de transport à la demande du réseau Marinéo.
Le Portel est également à proximité des deux gares ferroviaires de Boulogne-sur-Mer (Boulogne-Ville et Boulogne-Tintelleries).
La commune était le terminus de la ligne de tramway de Boulogne-sur-Mer au Portel, une ancienne ligne de tramway qui circulait, de 1900 à 1940, de Boulogne-sur-Mer jusqu'au Portel.

### Énergie
En 2023, les quatre éoliennes de la digue Carnot, installées depuis 21 ans, sont remplacées par une seule plus haute et plus puissante, située au niveau du quai de l'Europe, soit 700 mètres en retrait par rapport à l'ancien parc éolien actuel.
En 2025, installation, à 40 mètres au large de la digue Carnot au Portel, d'une digue houlomotrice qui, en plus de protéger le rivage, produira de l'électricité en récupérant l'énergie des vagues. La combinaison de la protection et la production d'électricité est une première mondiale. Le fonctionnement est le suivant : les vagues font osciller des clapets qui entrainent un jeu de verrins qui compriment un fluide qui, lui, fait tourner une génératrice. Le projet Dikwe est porté par la société GEPS Techno et un prototype a été testé par l'Ifremer dans le goulet de la rade de Brest. Cette digue houlomotrice, avec trois modules produisant de l'énergie, prévue pour fonctionner à l'automne 2025, doit fournir 330 kilowatts d’électricité. Une augmentation du nombre de modules producteurs d'énergie est possible,.

## Toponymie
Le nom de la localité est attesté sous les formes Le Portel au XIIIe siècle ; Le Portet en 1546 ; Le Portel en 1856, année à laquelle Le Portel, hameau d'Outreau, est érigé en commune.
Le portel (petit port) est un toponyme qui a prévalu un ancien nom germanique, qui était composé d'un anthroponyme, Turbod, suivi du suffixe -ing et de hem (enclos, demeure), du nom d'une ferme attesté sous les formes Turbodingheim au IXe siècle ; Tourbinguehem en 1358 ; Torbinguehen au XVe siècle ; Torbinghen en 1506) ; Thorbinghen, Thourbingen en 1525 ; Torbinguen en 1553 ; Turbingan en 1658 ; Turbengen en 1663. Fief uni en 1675 à la vicomté de la Salle et tenu du roi à cause du château de Boulogne.

## Histoire

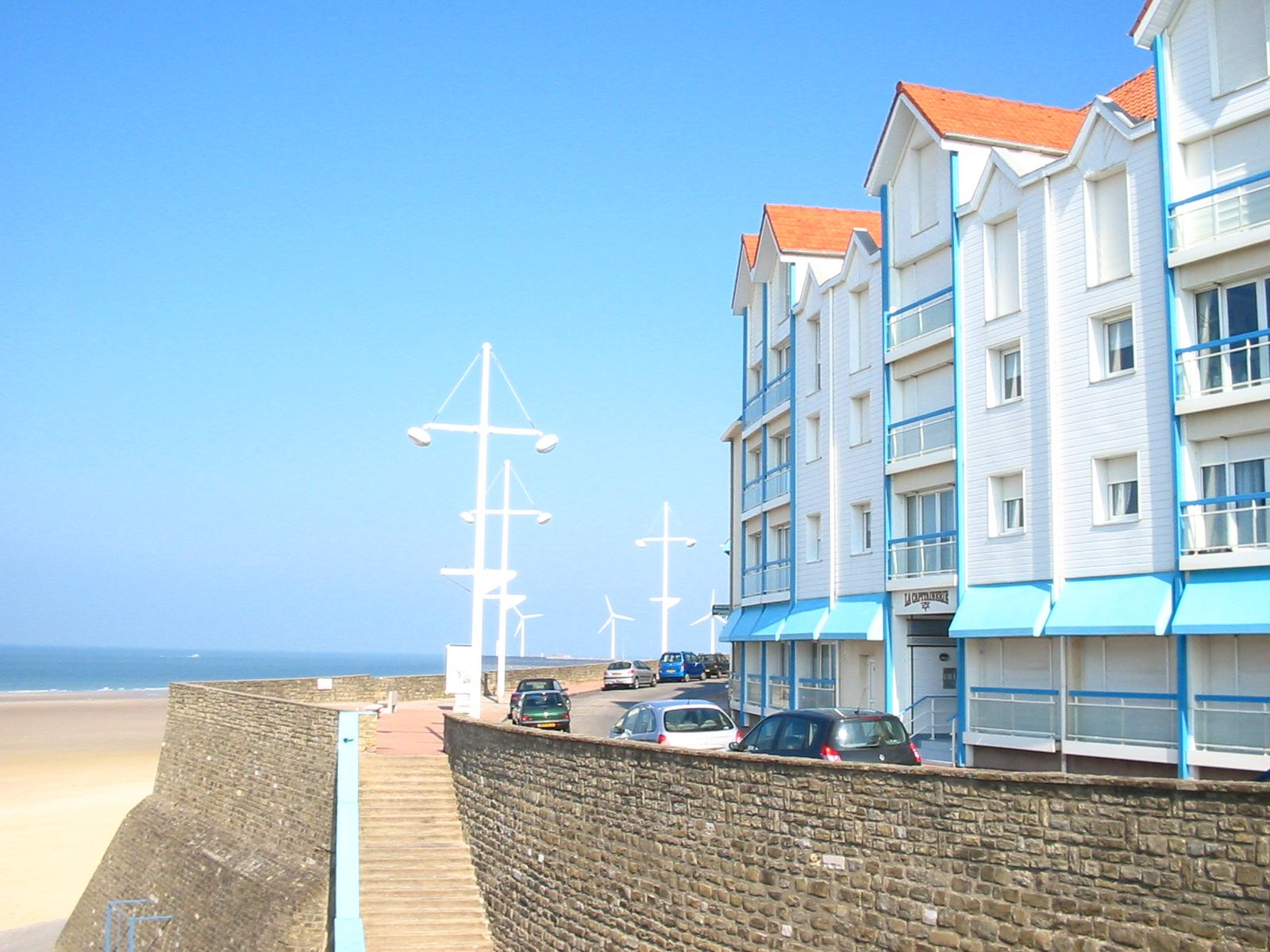
Les quais.

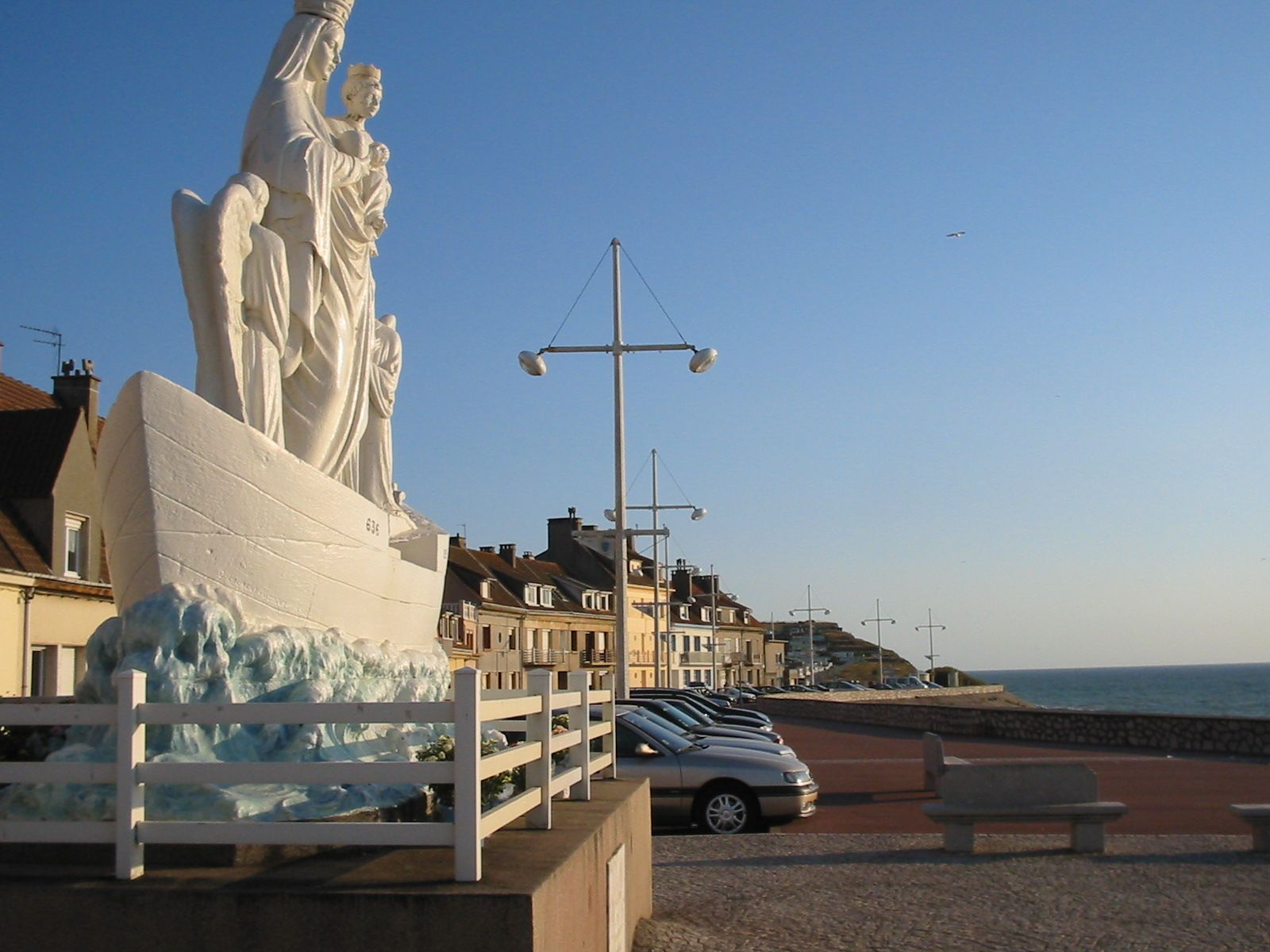
Statue de Notre Dame de Boulogne sur le quai de la Vierge.

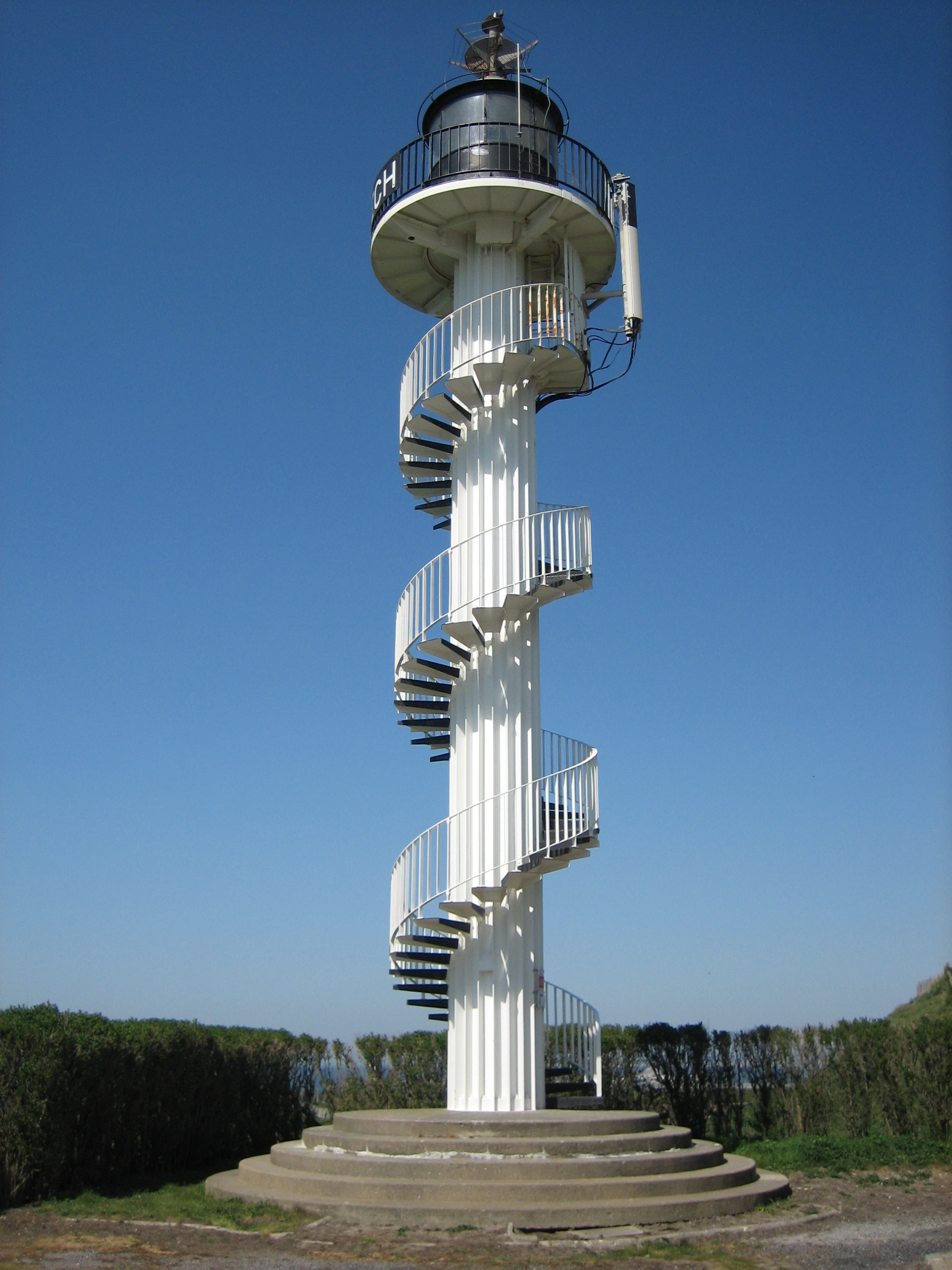
Le phare du Portel, ou « phare d'Alprech ».

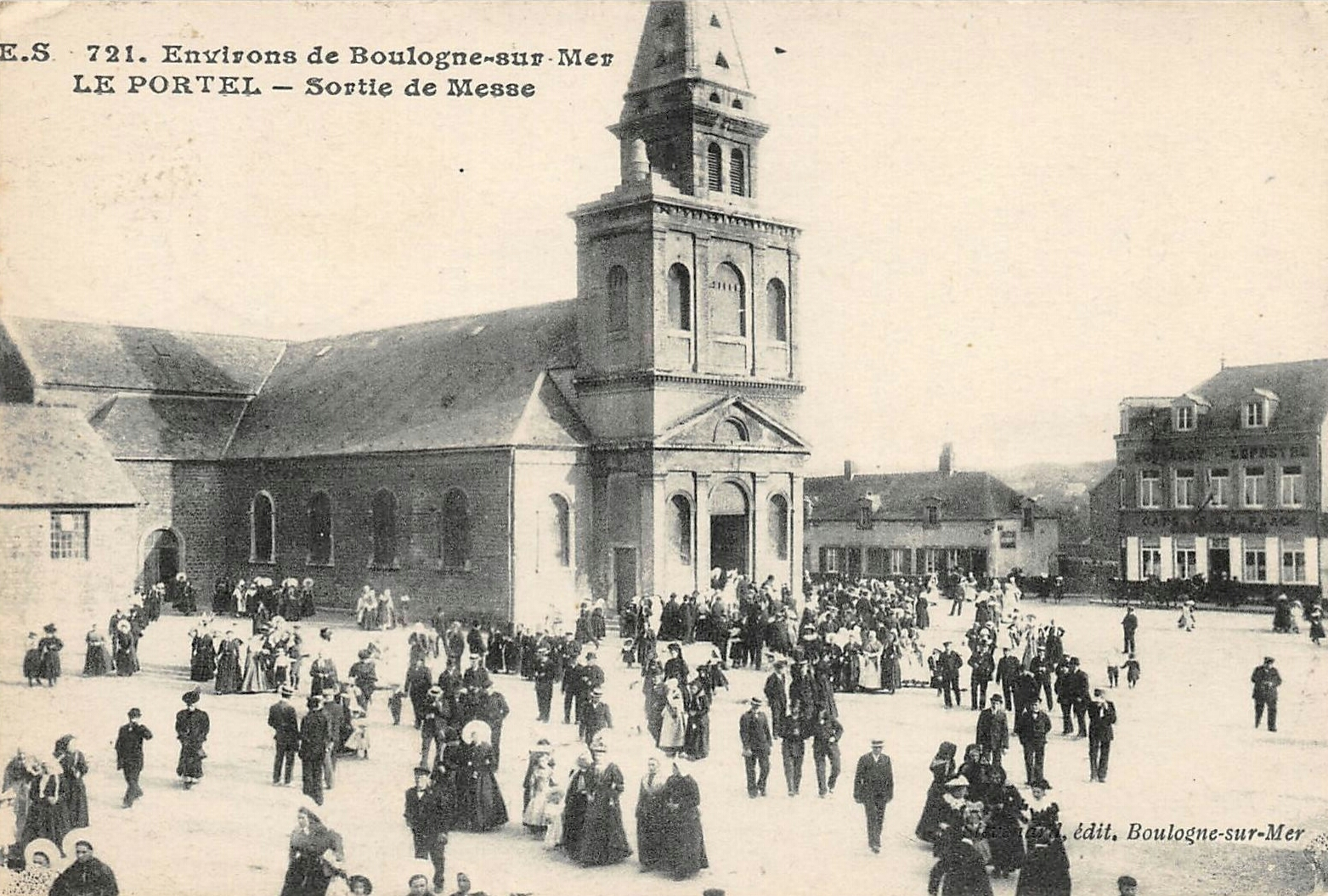
Le Portel en 1900.

Le Portel signifie par altérations successives le petit port. À l'origine, Le Portel est un hameau de la commune d'Outreau. Il devient une commune indépendante le 13 juin 1856 par décret impérial de Napoléon III.
On a découvert au XIXe siècle, au centre du village (Pont Hamel) dans le lit du Tihen (petit ruisseau qui traverse la commune), de nombreux silex taillés qui attestent de l'occupation très ancienne du site ainsi qu'un cimetière gallo-romain à Châtillon.
En 1208, Le Portel fait partie du fief de Tihe, allié du duc de Flandre. Ce domaine s'étendait sur la Salle, Outreau, Manihen, Alprech, Ningles et Équihen. Ce n'est qu'en 1339 qu'apparait pour la première fois le nom de Le Portel dans le compte du domaine de Boulogne rendu à Marguerite d'Evreux. On y apprend l'existence d'un four banal.
En 1415, on y précise que les marins du Portel contribuaient à l'entretien du feu de la tour d'Odre (phare romain construit sous Caligula) depuis la Saint-Michel jusqu'à Pâques. En 1545, le maréchal du Biez y établit son quartier général dans la tentative de François Ier de reprendre Boulogne occupée par les Anglais.
Sa population était agricole à l'origine. Devenu petit village de pêcheurs, en 1725, la population du Portel s'élevait à 120 feux. Elle se développa très rapidement au cours du XIXe siècle avec la pêche et la proximité du port de Boulogne-sur-Mer. Les marins du Portel étaient aussi nombreux que ceux de Boulogne avant la Première Guerre mondiale.
En 1803, pour défendre les préparatifs d'un débarquement en Angleterre, Bonaparte installa le camp de gauche sur Le Portel et Outreau, le camp de droite à Boulogne et ordonna la construction sur le socle rocher de l'Heurt, d'un fort qui portera le nom de Fort de l'Heurt. En 1841, deux marins portelois sont sur le navire nommé la Belle Poule, qui ramène les cendres de Napoléon Ier en France.
Gabriel Rémy Fourcroy (1822-1905) fut le premier maire de la commune, exerçant de 1856 à 1870. Césaire Gournay, exerça pour sa part les fonctions d'édile municipal durant 23 ans.

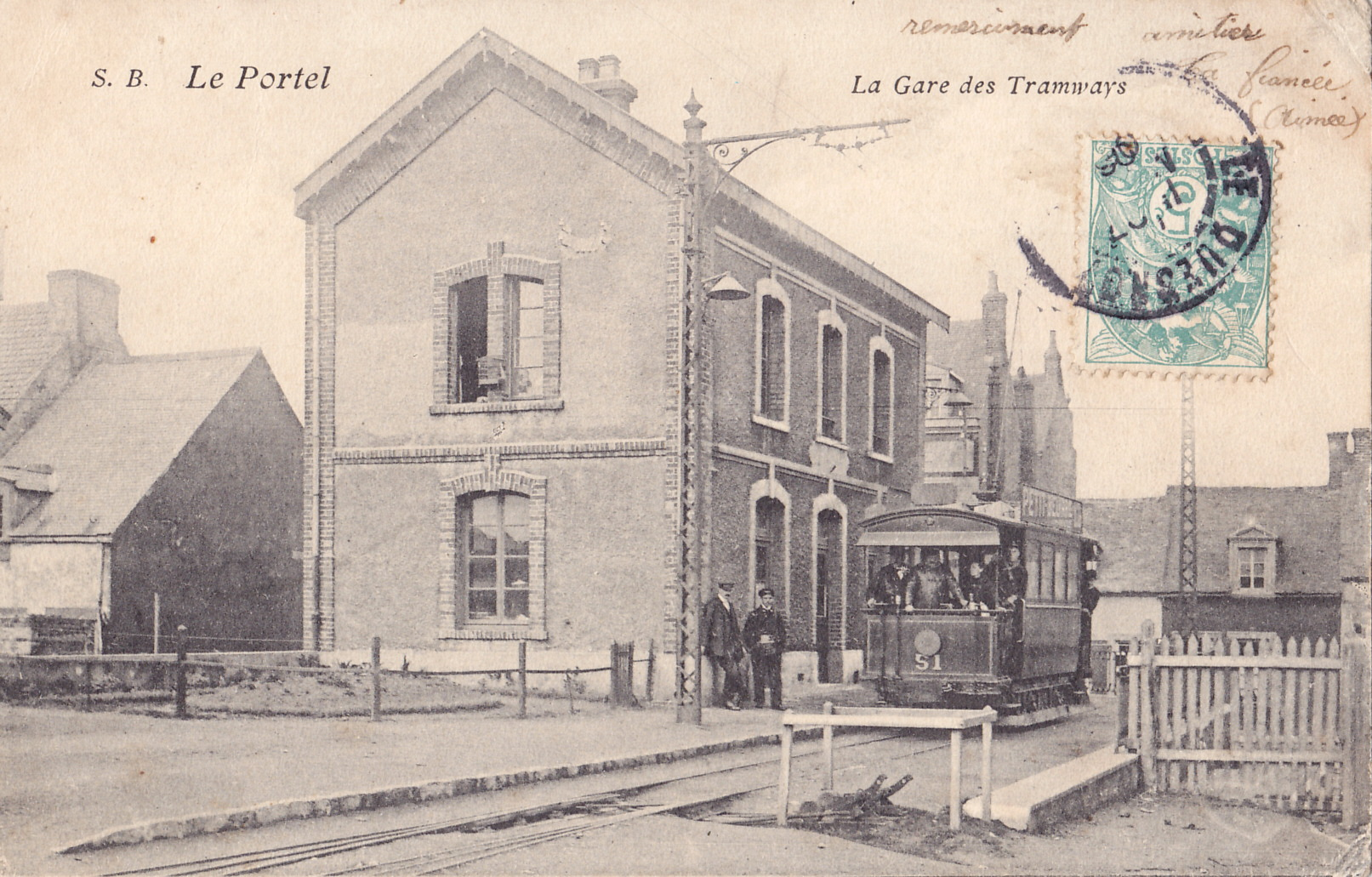
La commune est desservie, de 1900 à 1940, par la ligne de tramway de Boulogne-sur-Mer au Portel, dont on voit ici le terminus de la gare du Portel.

En 1909, le capitaine du génie Saconney, conçoit un train de cerfs-volants militaires, le fait construire par la société Astra (spécialisée dans la fabrication des ballons) et part l'essayer au cap d'Alprech au Portel. Il est accompagné de son épouse Marie-Louise munie de sa machine à coudre pour effectuer les modifications à prévoir. Malgré quelques casses dues aux vents violents, les essais se déroulent convenablement. Le 10 janvier 1910, jour des essais publics devant la presse internationale, le vent est, hélas, faible. Saconney, trop lourd, doit à contrecœur, céder la place dans la nacelle à Marie-Louise enchantée. Ainsi a-t-on vu partout la photo d'une jeune femme en chapeau s'élever dans la nacelle d'un cerf-volant militaire. Quelques officiers lui succéderont. Les altitudes atteintes sont de 200 mètres avec passager et de 600 mètres avec un lest de sable équivalent.

### Bombardements alliés de 1943 et opération Starkey
En 1943, lors de la Seconde Guerre mondiale, les Alliés lancèrent le Cockade, un plan de diversion pour faire croire à un débarquement prochain dans le Pas-de-Calais  pour immobiliser des troupes allemandes en Europe du Nord-ouest et éviter qu'elle ne se déplacent vers le front russe ou vers la Méditerranée, les Alliés se préparant à débarquer en Sicile et en Italie continentale.
Les 8 et 9 septembre 1943, des bombardements détruisirent près de 94 % des habitations du Portel et firent plus de 500 morts avec 5 000 points de chute de bombes. Mais l'opération Starkey, une des opérations du plan Cockade, mise au point par le général Frederick E. Morgan, chef du Supreme Headquarters Allied Expeditionary Force (SHAEF), le grand état-major des forces alliées, n'eut pas les résultats escomptés sur le plan stratégique. Lors de la libération de la France, en septembre 1944, les armées alliées passèrent à travers la cité rasée et sans population, ses habitants avaient été évacués et dispersés. À la fin de la guerre, le 12 août 1945, le général de Gaulle se rendit dans la ville en ruines qui reçut la croix de guerre 1939-1945 avec étoile d'argent pour son sacrifice.
Reconstruit après guerre, Le Portel redevient une station balnéaire fréquentée.

## Politique et administration

### Découpage territorial
La commune se trouve dans l'arrondissement de Boulogne-sur-Mer du département du Pas-de-Calais.

#### Commune et intercommunalités
La commune est membre de la communauté d'agglomération du Boulonnais regroupant 22 communes et totalisant 112 264 habitants en 2021.

#### Circonscriptions administratives
La commune est rattachée au canton de Boulogne-sur-Mer-2.

#### Circonscriptions électorales
Pour l'élection des députés, la commune fait partie de la cinquième circonscription du Pas-de-Calais.

### Élections municipales et communautaires

#### Élections municipales 2020
- Maire sortant : Olivier Barbarin (DVG)
- 29 sièges à pourvoir au conseil municipal (population légale 2017 : 9 240 habitants)
- 4 sièges à pourvoir au conseil communautaire.

| Tête de liste            | Tête de liste     | Liste | Premier tour | Premier tour | Sièges | Sièges |
| Tête de liste            | Tête de liste     | Liste | Voix         | %            | CM     | CC     |
| ------------------------ | ----------------- | ----- | ------------ | ------------ | ------ | ------ |
|                          | Olivier Barbarin, | DVG   | 3 272        | 76,80        | 26     | 4      |
|                          | Laurent Feutry    | DVD   | 988          | 23,19        | 3      | 0      |
|                          |                   |       |              |              |        |        |
| Votes valides            |                   |       |              |              |        |        |
| Votes blancs             |                   |       |              |              |        |        |
| Votes nuls               |                   |       |              |              |        |        |
| Total                    | Total             | Total |              | 100          |        |        |
| Abstention               |                   |       |              |              |        |        |
| Inscrits / participation |                   |       |              |              |        |        |

### Jumelages
La commune est jumelée avec :
| Ville | Ville            | Pays | Pays         | Période     |
| ----- | ---------------- | ---- | ------------ | ----------- |
|       | Isinya (en)      |      | Kenya        | depuis 2007 |
|       | Kawara           |      | Burkina Faso | depuis 1999 |
|       | Sains-en-Gohelle |      | France       | depuis 2022 |
|       | Stockelsdorf,    |      | Allemagne    | depuis 2001 |

## Équipements et services publics

### Eau et déchets
La commune a engagé une politique de développement durable en lançant une démarche d'Agenda 21.

### Espaces publics
La commune est labellisée « 3 fleurs » au concours des villes et villages fleuris.

### Enseignement
La commune est située dans l'académie de Lille et dépend, pour les vacances scolaires, de la zone B.
Elle totalise huit établissements scolaires : trois écoles maternelles, deux écoles primaires (dont une privée), une école élémentaire, le collège Jean-Moulin et le lycée professionnel maritime.

## Population et société

### Démographie
Les habitants sont appelés les Portelois.

#### Évolution démographique
L'évolution du nombre d'habitants est connue à travers les recensements de la population effectués dans la commune depuis 1861. Pour les communes de moins de 10 000 habitants, une enquête de recensement portant sur toute la population est réalisée tous les cinq ans, les populations de référence des années intermédiaires étant quant à elles estimées par interpolation ou extrapolation. Pour la commune, le premier recensement exhaustif entrant dans le cadre du nouveau dispositif a été réalisé en 2006.

En 2022, la commune comptait 8 824 habitants, en évolution de −4,73 % par rapport à 2016 (Pas-de-Calais : −0,72 %, France hors Mayotte : +2,11 %).
| 1861  | 1866  | 1872  | 1876  | 1881  | 1886  | 1891  | 1896  | 1901  |
| ----- | ----- | ----- | ----- | ----- | ----- | ----- | ----- | ----- |
| 3 284 | 3 600 | 4 023 | 4 266 | 5 110 | 5 392 | 5 329 | 5 611 | 5 772 |

| 1906  | 1911  | 1921  | 1926  | 1931  | 1936  | 1946  | 1954  | 1962   |
| ----- | ----- | ----- | ----- | ----- | ----- | ----- | ----- | ------ |
| 6 352 | 6 763 | 7 760 | 7 712 | 8 069 | 8 131 | 3 617 | 8 700 | 11 198 |

| 1968   | 1975   | 1982   | 1990   | 1999   | 2006   | 2011  | 2016  | 2021  |
| ------ | ------ | ------ | ------ | ------ | ------ | ----- | ----- | ----- |
| 11 379 | 11 112 | 10 984 | 10 615 | 10 720 | 10 110 | 9 705 | 9 262 | 8 897 |

| 2022  | - | - | - | - | - | - | - | - |
| ----- | - | - | - | - | - | - | - | - |
| 8 824 | - | - | - | - | - | - | - | - |

#### Pyramide des âges
La population de la commune est relativement jeune.
En 2018, le taux de personnes d'un âge inférieur à 30 ans s'élève à 36,9 %, soit au-dessus de la moyenne départementale (36,7 %). À l'inverse, le taux de personnes d'âge supérieur à 60 ans est de 27,1 % la même année, alors qu'il est de 24,9 % au niveau départemental.
En 2018, la commune comptait 4 351 hommes pour 4 806 femmes, soit un taux de 52,48 % de femmes, légèrement supérieur au taux départemental (51,50 %).
Les pyramides des âges de la commune et du département s'établissent comme suit.
| Hommes | Classe d’âge | Femmes |
| ------ | ------------ | ------ |
| 0,4    | 90 ou +      | 1,6    |
| 5,5    | 75-89 ans    | 9,7    |
| 17,2   | 60-74 ans    | 19,3   |
| 20,6   | 45-59 ans    | 19,5   |
| 16,7   | 30-44 ans    | 15,3   |
| 19,4   | 15-29 ans    | 16,9   |
| 20,1   | 0-14 ans     | 17,6   |

| Hommes | Classe d’âge | Femmes |
| ------ | ------------ | ------ |
| 0,5    | 90 ou +      | 1,6    |
| 5,6    | 75-89 ans    | 8,9    |
| 16,7   | 60-74 ans    | 18,1   |
| 20,2   | 45-59 ans    | 19,2   |
| 18,9   | 30-44 ans    | 18,1   |
| 18,2   | 15-29 ans    | 16,2   |
| 19,9   | 0-14 ans     | 17,9   |

### Manifestations culturelles et festivités
La nouvelle revue patoisante « Ça n’avince pon ! », écrite par Baptiste Pruvost et Didier Bonnet, fait son retour en mars 2025 après huit ans d'absence.
- Défilé carnavalesque (dimanche avant Mardi gras)
- Ducasse - Grande Foire aux manèges durant deux semaines (en mai)
- Fête du Parc de la Falaise (juin)
- Bénédiction de la mer (juillet)
- Animations estivales (juillet-août)
- Fête de la Moule (août)
- Fête du Welsh (août)
- Liberty Memory - Camp américain Guerre 39/45 - Club de l'oncle Sam sur le site d'Alprech (septembre)
- Défilé de Saint-Nicolas (6 décembre)
- Défilé des guénels (23 décembre)
- Village de Noël sur la place de l'Église.

### Sports et loisirs

#### Équipements sportifs
- Salle de sports et de spectacles « Le Chaudron », rue Charles-Lamarre (3 500 à 4 500 places)
- Stade et salle de sports Georges Carpentier, boulevard du Maréchal Lyautey
- Piscine intercommunale d'Outreau-Le Portel « Océane »
- « Opale Bowling », 6 pistes

#### Sport professionnel
L'équipe de basket-ball professionnelle du Portel, l'Étoile sportive Saint-Michel (ESSM), évolue en Pro A (1re division) depuis 2016 (anciennement en Pro B). Elle joue ses matchs à domicile dans le Chaudron depuis novembre 2015.

#### Autres sports
La ville compte aussi un champion du monde de trampoline, Louis Fait, et l'Athlétic-Gym Le Portel participe à des compétitions internationales comme les championnats du monde ou d'Europe.
La Savate Porteloise a aussi forte réputation, l'équipe professionnelle de bénévoles, enseignent et dispensent les cours aux plus jeunes et aux confirmés. Au fil des années, grâce à ses résultats (titres nationaux), le club jouit d'une bonne réputation au niveau régional, voire national.

#### Pistes cyclables
La piste cyclable « La Vélomaritime », partie côtière française de la « Véloroute de l'Europe - EuroVelo 4 », qui relie Roscoff en France à Kiev en Ukraine sur 5 100 km, traverse la commune, en venant d'Équihen-Plage pour desservir Boulogne-sur-Mer,.

#### Sentier pédestre
Le sentier de grande randonnée GR 120 ou GR littoral (partie du sentier européen E9 allant du Portugal à l'Estonie), appelé aussi sentier des douaniers, traverse la commune en longeant la côte.

## Économie

### Revenus de la population et fiscalité
En 2021, selon l'Institut national de la statistique et des études économiques (Insee), le revenu fiscal médian par ménage et le taux de pauvreté des ménages de la commune, du département du Pas-de-Calais et de la métropole sont les suivants :
- le revenu fiscal médian par ménage de la commune est de 18 620 €, de 20 720 € au niveau du département et de 23 080 € au niveau de la métropole, et  36 % des foyers fiscaux de la commune sont imposables, 44,1 % au niveau du département et 53,4 % au niveau de la métropole[Insee 12],[Insee 13],[Insee 14] ;
- le taux de pauvreté du référent fiscal de la commune est de 25 %, de 18,4 % au niveau du département et de 14,9 % au niveau de la métropole[Insee 15],[Insee 16],[Insee 17].

En 2019, le taux de pauvreté s'établit à 28 % dans la commune, le double du taux national, tandis qu'un tiers de la population vit dans un quartier prioritaire, où le taux de pauvreté monte à 41 %.

### Emploi
|                       | 2010   | 2015   | 2021   |
| --------------------- | ------ | ------ | ------ |
| Commune               | 22,4 % | 25,1 % | 21,5 % |
| Département           | 11,3 % | 13,7 % | 11,2 % |
| France métropolitaine | 11,6 % | 13,7 % | 11,7 % |

En 2021, la population âgée de 15 à 64 ans s'élève à 5 406 personnes, parmi lesquelles on compte 69,3 % d'actifs (54,4 % ayant un emploi et 14,9 % de chômeurs) et 30,7 % d'inactifs,. En 2021, le taux de chômage communal (au sens du recensement) des 15-64 ans est supérieur à celui du département et supérieur à celui de la France métropolitaine.
La commune fait partie du pôle principal de l'aire d'attraction de Boulogne-sur-Mer,. Elle compte 2 234 emplois en 2021, contre 2 101 en 2015 et 2 268 en 2010. Le nombre d'actifs ayant un emploi résidant dans la commune est de 2 976, soit un indicateur de concentration d'emploi de 75,1 et un taux d'activité parmi les 15 ans ou plus de 52,2 %.
Sur ces 2 976 actifs de 15 ans ou plus ayant un emploi, 721 travaillent dans la commune, soit 24 % des habitants. Pour se rendre au travail, 77,9 % des habitants utilisent une voiture, un camion ou une fourgonnette, 7,2 % les transports en commun, 13,2 % s'y rendent en deux-roues motorisé, à vélo ou à pied et 1,8 % n'ont pas besoin de transport (travail au domicile).

### Entreprises et commerces

#### Activités hors agriculture
377 établissements marchands non agricoles sont économiquement actifs en 2022 au Portel,,.
| Secteur d'activité                                                                                        | Commune | Commune | Département |
| Secteur d'activité                                                                                        | Nombre  | %       | %           |
| --- | ------- | ------- | ----------- |
| Ensemble                                                                                                  | 377     | 100 %   | (100 %)     |
| Industrie manufacturière, industries extractives et autres                                                | 33      | 8,8 %   | (5,3 %)     |
| Construction                                                                                              | 25      | 6,6 %   | (11,7 %)    |
| Commerce de gros et de détail, transports, hébergement et restauration                                    | 144     | 38,2 %  | (22,5 %)    |
| Information et communication                                                                              | 7       | 1,9 %   | (3,6 %)     |
| Activités financières et d'assurance                                                                      | 15      | 4,0 %   | (5,3 %)     |
| Activités immobilières                                                                                    | 11      | 2,9 %   | (5,7 %)     |
| Activités spécialisées, scientifiques et techniques et activités de services administratifs et de soutien | 37      | 9,8 %   | (20,2 %)    |
| Administration publique, enseignement, santé humaine et action sociale                                    | 63      | 16,7 %  | (15,8 %)    |
| Autres activités de services                                                                              | 42      | 11,1 %  | (9,9 %)     |

Le secteur du commerce de gros et de détail, transports, hébergement et restauration est prépondérant sur la commune puisqu'il représente 38,2 % du nombre total d'établissements de la commune (144 sur les 377 entreprises implantées  au Portel), contre 22,5 % au niveau départemental. Dans le même temps, le secteur des activités spécialisées, scientifiques et techniques et activités de services administratifs et de soutien avec 9,8% du nombre total d'établissements de la commune est inférieur à celui du département (20,2%).

#### Agriculture
La commune est dans le « Boulonnais », une petite région agricole dans le département du Pas-de-Calais. En 2020, plus aucune activité agricole n'est recensée sur la commune.

### Tourisme

#### Hôtellerie, camping et autres hébergements collectifs
Au 1er janvier 2025, la commune dispose de deux hôtels pour une capacité totale de 28 chambres, d'un camping avec 356 emplacements et d'aucun autre type d'hébergement collectif,.

## Culture locale et patrimoine

### Lieux et monuments

#### Monument historique
- Le phare de la pointe d'Alprech, situé au bout de la rue du Cap. Il fait l’objet d’une inscription au titre des monuments historiques depuis le 30 décembre 2010[62].

#### Fortifications
La ville conserve les vestiges de nombreuses fortifications dont : 
- le fort de l'Heurt (construit en 1803-1805 sur ordre de Napoléon Bonaparte) est un fort en mer qui devait assurer la protection du port de Boulogne et les préparatifs du projet de descente en Angleterre (camp de Boulogne)[63].
- le fort d'Alprech, près du phare du même nom[64], est une batterie côtières de type Séré de Rivières (ouvrage casematé de 1883).
- le fort de Couppes, construit en 1883 est une des quatre batteries côtières de type Séré de Rivières qui devaient assurer la défense du port en eau profonde de Boulogne-sur-Mer (Alprech, Couppes, Odre et La Crèche).
- le fort du Mur de l'Atlantique[65], référencé à l'inventaire général du Patrimoine du Pas-de-Calais, le site d'Alprech dit Moulin de l'Enclos. Ce site possède de nombreux blockhaus et casemates, vestiges des constructions allemandes de la Seconde Guerre mondiale encore en très bon état. 
Les forts se visitent l'été, gratuitement grâce aux bénévoles des associations locales (l'ASFHPP, association de Sauvegarde du Fort de l'Heurt et du Patrimoine Portelois et le CHP, Cercle Historique Portelois).

On peut visiter la batterie d'Alprech lors des Journées des villes fortifiées et du Patrimoine.

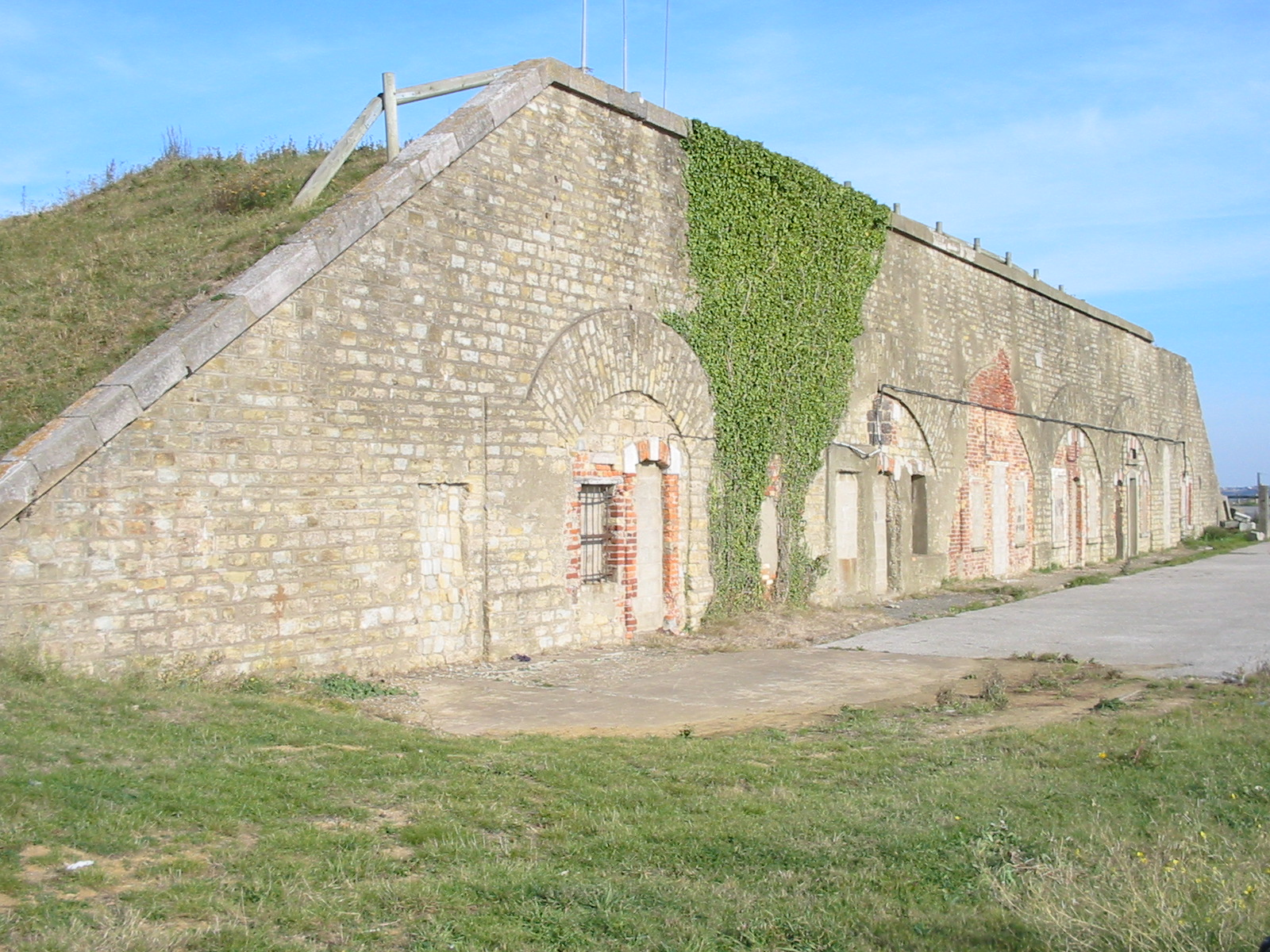
Le fort de Couppes.
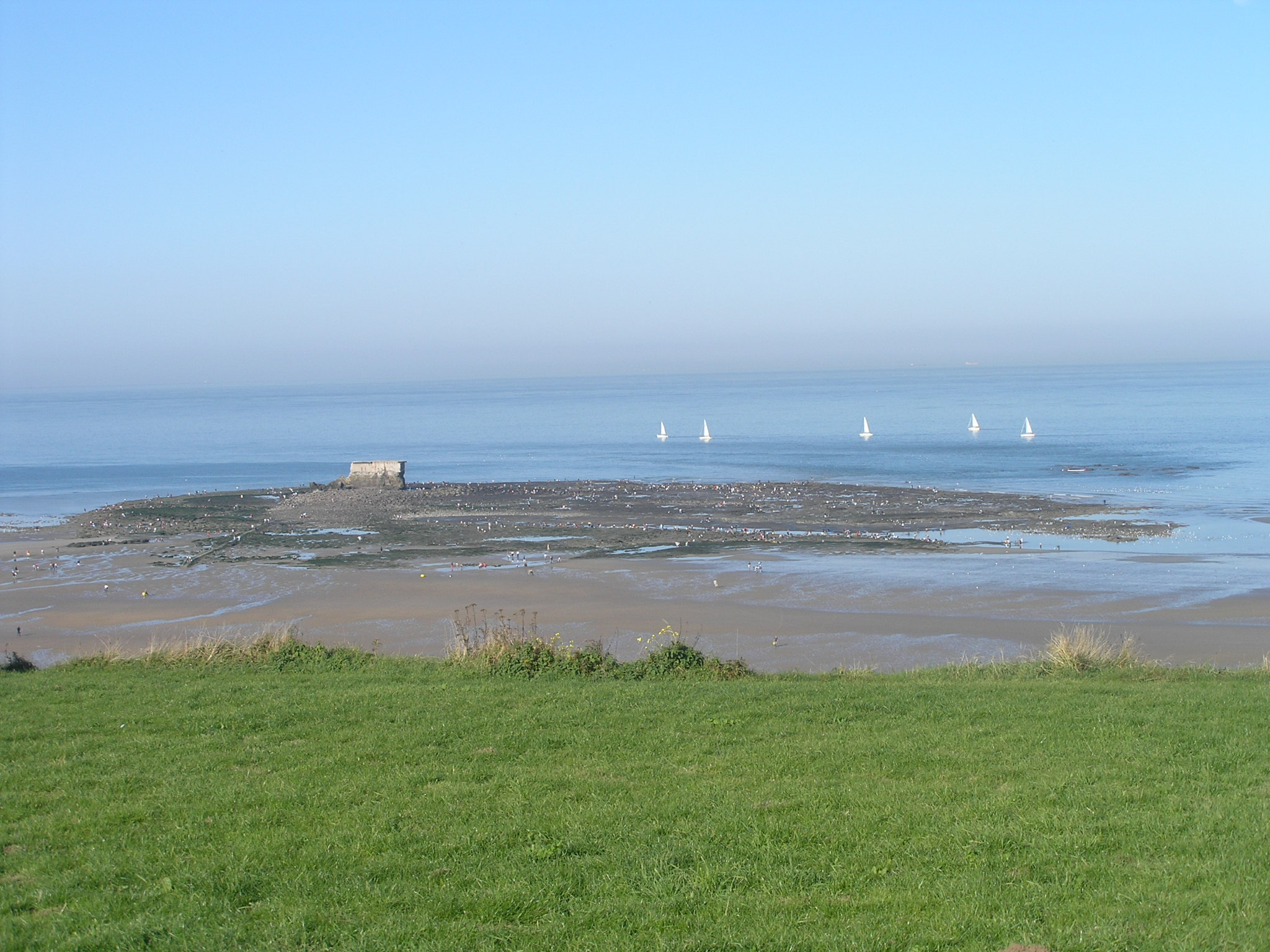
Le fort de l'Heurt, moulière naturelle.

#### Autres lieux et monuments
- Le parc éolien du Portel.
- Le laboratoire maritime du Portel est créé en 1888 par le professeur Paul Hallez de la faculté des sciences de Lille pour des études de zoologie marine, complémentaire de la station marine de Wimereux.
- L'église Saint-Pierre-Saint-Paul du Portel a été construite après la Seconde Guerre mondiale sur les ruines de l'ancienne église paroissiale. Elle dépend aujourd'hui de la paroisse Saint-Pierre-en-Boulonnais du diocèse d'Arras. Il existe aussi une autre église catholique au Portel, l'église Sainte-Thérèse, construite dans les années 1950[66].
- L'hôtel de ville, réalisé en 1936, sur les plans de l'architecte Marcel Bonhomme. Ce bâtiment est labellisé Architecture contemporaine remarquable (ACR) depuis 2004[67].
- Le monument aux morts, surmonté d'une croix de guerre et réalisé par le sculpteur Augustin Lesieux[68].
- Le monument aux victimes civiles de 1939-1945, aux marins péris en mer et aux anciens curés de la paroisse[69].
- La plaque commémorative en hommage à Adrien Magnier (1924-1991), engagé le 28 octobre 1940 dans les Forces navales françaises libres (FNFL), commando franco-britannique du commandant Kieffer, né au Portel[70].
- La stèle des péris en mer, au Monaclin, et la statue en hommage aux femmes et enfants de marins inaugurée le 5 juillet 2025[71],[72].

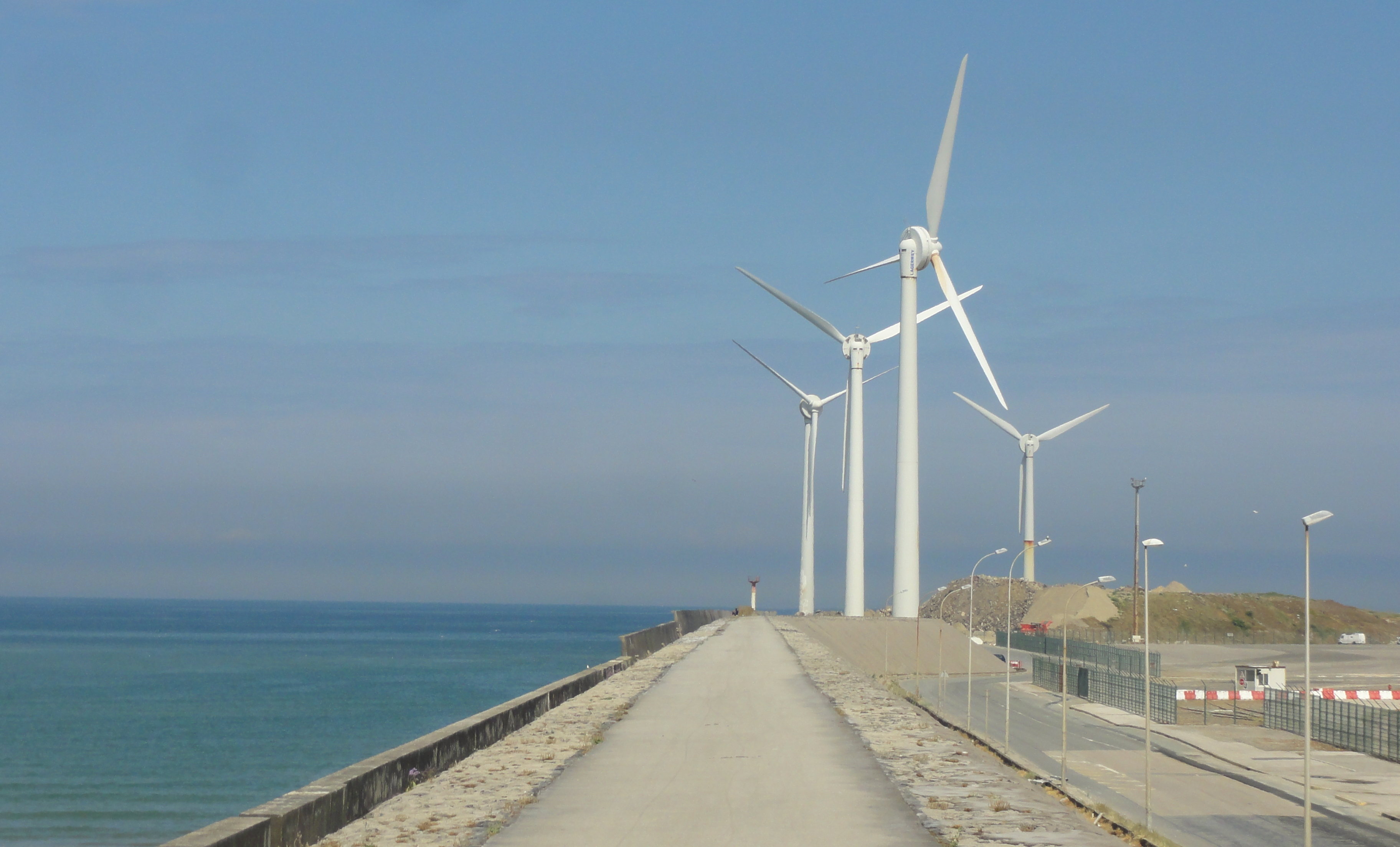
Le parc éolien.

### Patrimoine culturel
La médiathèque les Jardins du Savoir : construite en 2007-2008, elle offre à un quartier défavorisé de la ville un équipement culturel qui se veut pédagogique, à hautes performances et de grande qualité d'usage. Pour l'intérieur, les architectes sont Bernard Laffaille, Sébastien Calmus et Fabienne Gavory.
Un groupe de chanteurs, « Les Vareuses Porteloises », né en 2001, interprète des chansons de marins et participe à de nombreuses manifestations maritimes régionales et nationales.

### La commune dans les arts
- Tombés du camion, film de Philippe Pollet-Villard, avec Patrick Timsit et Valérie Bonneton. Histoire d'un artisan pêcheur, film tourné à Boulogne-sur-Mer et au Portel[75]. Sortie en 2024[76].

### Personnalités liées à la commune

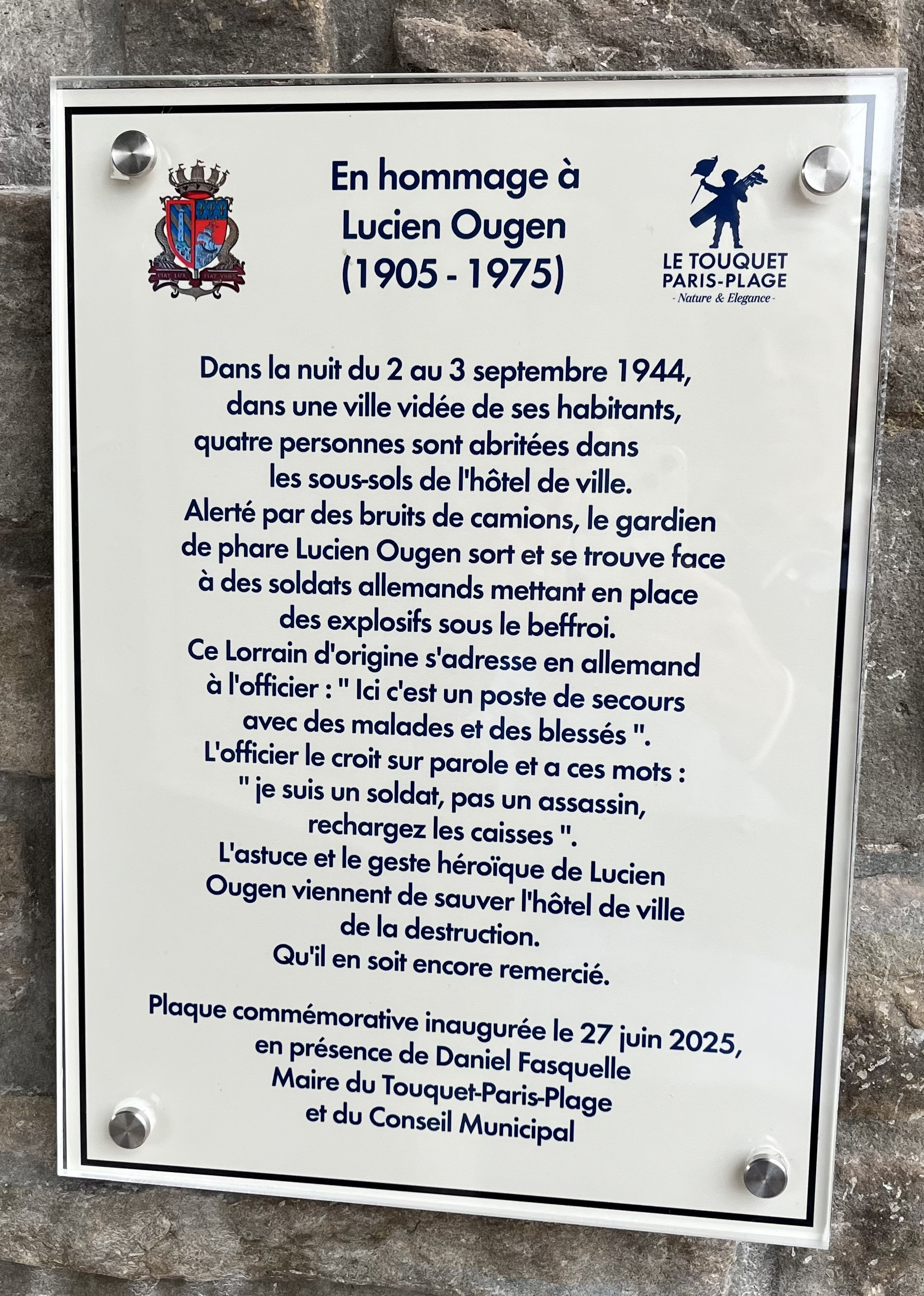
La plaque en hommage à Lucien Ougen à l'hôtel de ville du Touquet-Paris-Plage.

- Célestin Rousseau (1861-1949), espérantiste et pharmacien, né dans la commune.
- Joseph Bourgain (1872-1925), missionnaire et vicaire apostolique du Kientchang (Chine), sacré le 10 novembre 1918, né dans la commune[77].
- Lucien Ougen (1905-1975), gardien au phare d'Alprech, en fin de carrière professionnelle, et résidant au Portel, qui dans la nuit du 2 au 3 septembre 1944, alors qu'il est gardien au phare de la Canche, sauve, par son courage, l'hôtel de ville du Touquet-Paris-Plage de sa destruction par les allemands chargés de le dynamiter. Le 27 juin 2025, lors de l'inauguration de la rénovation totale de l'hôtel de ville du Touquet-Paris-Plage, un hommage particulier lui est rendu en présence de sa famille, du maire Daniel Fasquelle, de la ministre Françoise Gatel, du préfet et de Brigitte Macron et une plaque commémorative est apposée à l'entrée du beffroi[78],[79].
- Alfred Desenclos (1912-1971), compositeur et pianiste, né dans la commune.
- Lucien Leduc (1918-2004), footballeur puis entraîneur international, né dans la commune.
- Éric Dewilder (1964-), footballeur professionnel, né dans la commune.

### Héraldique
| Blason de Le Portel | Blason  | D'azur à la croix d'argent, à l'écu de gueules chargé d'une ancre d'or elle-même surchargée d'un caducée d'argent brochant et à la filière d'or, brochant en abîme. Ornements extérieursCroix de guerre 1939-1945 |
| Blason de Le Portel | Détails | Adopté par la municipalité en 1950 |

## Pour approfondir

#### Bases de données, dictionnaires et encyclopédies
- Ressources relatives à la géographie :   - Insee (communes)
  - Ldh/EHESS/Cassini
- Ressource relative à plusieurs domaines :   - Annuaire du service public français
- Ressource relative à la musique :   - MusicBrainz
- Notices d'autorité :   - VIAF
  - BnF (données)
  - LCCN
  - GND
  - Israël